# Rudolf Desch
Rudolf Desch (* 1. August 1911 in Bockenau; † 15. Februar 1997 in Bad Sobernheim) war ein deutscher Komponist und Professor.
Er wirkte als Tonsatzlehrer an der Johannes-Gutenberg-Universität und am Peter-Cornelius-Konservatorium. Bekannt wurde er durch seine zahlreichen Vokalkompositionen, insbesondere für Männerchor. Sein Abendfrieden gehört zum Standardrepertoire zahlreicher Chöre. Zum 1. Mai 1933 trat er der NSDAP bei (Mitgliedsnummer 2.190.204).

## Ehrungen
1961 wurde er mit der Peter-Cornelius-Plakette des Landes Rheinland-Pfalz ausgezeichnet, 1971 mit dem Verdienstkreuz 1. Klasse der Bundesrepublik Deutschland.